# Molophilus (Molophilus) subtenebricosus
Molophilus (Molophilus) subtenebricosus is een tweevleugelige uit de familie steltmuggen (Limoniidae). De soort komt voor in het Neotropisch gebied.